# 호리이 가쿠야
호리이 가쿠야(일본어: 堀井 岳也, 1975년 7월 3일 ~ )는 일본의 전 축구 선수이다.

## 구단 경력
과거 방포레 고후, 몬테디오 야마가타, 콘사돌레 삿포로에서 활동하였다.